# Cléber
Cléber  è un nome proprio di persona portoghese maschile, tipicamente brasiliano.

## Varianti
- Maschili: Kléber[1]

## Origine e diffusione
Riprende l'omonimo cognome, in origine un soprannome che indicava una persona avente la professione di attacchino (chi attacca i manifesti); il termine è di derivazione tedesca, da Kleber, "colla".

## Onomastico
Il nome è adespota, ossia privo di santo patrono; l'onomastico si può festeggiare eventualmente il 1º novembre, festa di Ognissanti.

## Persone
- Cléber Luis Alberti, calciatore brasiliano
- Cléber Eduardo Arado, calciatore brasiliano
- Anderson Cléber Beraldo, calciatore brasiliano
- Cléber Chalá, calciatore ecuadoriano
- Cléber Américo da Conceição, calciatore brasiliano
- Cléber Monteiro, calciatore brasiliano
- Cléber Janderson Pereira Reis, calciatore brasiliano
- Cléber Santana, calciatore brasiliano

### Variante Kléber
- Kléber de Carvalho Corrêa, calciatore brasiliano
- Kléber Fajardo, calciatore ecuadoriano
- Kléber Giacomance de Souza Freitas, calciatore brasiliano
- Kléber Guerra Marques, calciatore brasiliano
- Kléber Pereira, calciatore brasiliano
- Kléber Laude Pinheiro, calciatore brasiliano